# 布德拉格查·达希云登
布德拉格查·达希云登（1946年—）蒙古族，蒙古国库苏古尔省车车尔勒格县人。蒙古政治家。曾任蒙古人民革命党中央委员会总书记。

## 生平
达希云登于1968年毕业于蒙古国立大学，其後擔任历史和哲學教师，其後在基輔大學深造获得哲学副博士学位。。从1978年至1979年，他在蒙古人民革命党中央委员会当辅导员，随后于1979年至1985年在蒙古人民革命党高级党校担任副校长。自1985年至1990年3月，达希云登担任蒙古人民革命党中央委员会组织部副部长，后来从1990年3月到4月担任组织部部长。自1986年至1990年，达希云登担任蒙古人民革命党中央审计委员会委员，从1990年11月至1992年10月担任蒙古人民革命党中央委员会委员。
从1990年至1992年，达希云登任乌兰巴托42选区的大人民呼拉尔中的蒙古人民革命党代表。从1990年4月至1991年2月，达希云登任蒙古人民革命党乌兰巴托市委员会主席，并同时从1990年11月至1991年2月担任蒙古人民革命党主席团成员。1991年2月，达希云登当选蒙古人民党中央委员会主席。后来，1992年10月，达希云登被委任为蒙古人民革命党中央委员会总书记，任职至1996年7月。
在1996年的国家大呼拉尔选举中，达希云登作为库苏古尔省47选区的蒙古人民革命党候选人未能当选。此后，达希云登在1997年3月至6月，他在总统府秘书处担任政治政策助手，随后自1997年6月起担任蒙古国总统那楚克·巴嘎班迪的政治政策助手。2001年，达希云登被任命为蒙古国驻保加利亚大使，任职至2005年6月。2009年3月，他在蒙古科学院哲学、社会学与法学研究所任教。
达希云登对佛教大师龙树十分感兴趣，龙树将大乘佛教发展为“中道”，达希云登著有有关龙树的著作。